# Cookella microscopica
Cookella microscopica är en svampart som beskrevs av Sacc. 1878. Cookella microscopica ingår i släktet Cookella och familjen Cookellaceae.   Inga underarter finns listade i Catalogue of Life.